# Carpophage de Peale
Ducula latrans
Espèce
Statut de conservation UICN

 LC  : Préoccupation mineure
Le Carpophage de Peale (Ducula latrans) est une espèce d'oiseau appartenant à la famille des Columbidae, endémique des Fidji.
Son nom est en honneur du naturaliste et explorateur américain Titian Ramsay Peale (1799-1885).

## Description
Cet oiseau mesure 40 à 48 cm de longueur. Il ne présente pas de dimorphisme sexuel.
Le dessus du corps est gris cendré et le dessous gris vineux pâle, virant au chamois sur le ventre et au chamois foncé au niveau des sous-caudales, tandis que le dos et les ailes sont brun foncé. Le bec est noirâtre.

## Répartition
Cet oiseau est endémique des îles Fidji.

## Habitat
Cet oiseau fréquente les forêts secondaires et les lisières forestières.

## Comportement
Il vit généralement seul ou en couple.

## Alimentation
Cet oiseau consomme des fruits avec une préférence marquée pour ceux de grande taille.

## Nidification
Le nid est une plateforme grossière située à la fourche d'une branche. La femelle y pond un seul œuf.

## Systématique
Cet oiseau constitue une super-espèce avec les Carpophage de Baker, Carpophage de Brenchley et Carpophage géant.